# Renato Canova
Renato Canova (Torino, 21 dicembre 1944) è un allenatore di atletica leggera italiano.

## Biografia
È stato il più giovane responsabile di settore della Federazione Italiana di Atletica Leggera, quando dal caposettore del settore 400 m - 4×400 m - 400 hs (Salvatore Morale) fu nominato suo assistente nel 1971. Nello stesso anno, la squadra italiana, da lui seguita, vinse la medaglia di bronzo nella Staffetta 4×400 metri nei Campionati europei di Helsinki.
Nel 1976 venne nominato responsabile delle prove multiple, e sotto il suo mandato la squadra di decathlon italiana ottenne la prima e più clamorosa vittoria contro la Gran Bretagna, a Copenaghen (1980) con primato italiano di Alessandro Brogini.
Passato al settore maratona, fu nominato responsabile del settore nel 1987. Nello stesso anno, insieme con Luciano Gigliotti, divenne responsabile del Centro Permanente di Tirrenia.
Tra gli atleti direttamente allenati, possiamo ricordare Maria Curatolo (bronzo mondiale nei 15 km nel 1987 e medaglia d'argento nella maratona europea 1994), Ornella Ferrara (bronzo mondiale a Goteborg 1995 nella maratona) e Maura Viceconte (medaglia di bronzo ai Campionati europei 1998, attuale primatista nazionale dei 10000 m piani con 31'05"54 ed ex primatista nazionale della maratona con 2h23'47").
Nel 1998 divenne il Direttore Tecnico Scientifico della FIDAL, con particolare riguardo allo ricerca e sperimentazione metodologica. Nello stesso anno divenne Lecturer della IAAF, facendo corsi in Sud America e in vari Paesi europei relativi alle metodologie del mezzofondo.
Interessato allo sviluppo di nuove metodologie, nel 1998 iniziò a frequentare il Kenya, allenando atleti degli altopiani, al fine di capire le eventuali differenze tra l'allenamento degli atleti nati e viventi in altitudine, e l'allenamento a livello del mare.
Nel 1999, iniziò la sua collaborazione con Christopher Koskei, che, dopo un paio d'anni oscuri, fu in grado di vincere l'unica medaglia d'oro del Kenya nei Campionati del mondo di Siviglia. Nel 2002, con Paul Kosgei vinse i mondiali di mezza maratona a Bruxelles, nella prima gara sulla distanza dell'atleta.
Stringendo rapporti sempre più stretti con i Paesi africani, per i quali divenne responsabile dei corsi e dei training camp organizzati dalla IAAF, decise di dimettersi dal suo ruolo federale di Direttore Tecnico Scientifico, al fine di essere libero di frequentare assiduamente il Kenya.
Divenuto il tecnico di Stephen Cherono, fratello minore di Christopher Koskei, quando questi cambiò nazionalità, divenendo cittadino del Qatar, venne richiesto di seguire il mezzofondo del Paese del Golfo, che, in pieno accordo con il Kenya, diede nuova cittadinanza ad alcuni atleti kenioti, di buono ma non eccelso livello.
Nel 2003 Stephen Cherono (nel frattempo divenuto Saaeed Saif Shaheen) vinse i mondiali di Parigi sui 3000 m siepi, in una gara epica con Ezekiel Kemboi, che viene considerata una delle più avvincenti finali di sempre.
Da quel momento, l'elenco dei suoi successi è cresciuto a dismisura: campioni del mondo nei 3000 m siepi maschili (Shaheen 2003 e 2005) e femminili (Dorcus Inzikuru 2005), nella mezza maratona maschile (oltre a Paul Kosgei 2002, Wilson Kiprop 2010) e femminile (Florence Kiplagat 2010), nel cross maschile (Imane Merga 2011) e femminile (Florence Kiplagat 2009, Irene Cheptai 2017), nella maratona maschile (Abel Kirui 2009 e 2011, Geoffrey Kirui 2017), e nei 3000m indoor (Caleb Ndiku 2014).
Primati del mondo nei 3000 m siepi maschili (Shaheen 7'53"63 nel 2004), nei 25 km su strada (Paul Kosgei 1h12'45" nel 2002), nei 25000 m in pista (Moses Mosop 1h12'27"4 nel 2011), nei 30000 m in pista (ancora Moses Mosop 1h26'47"4 nel 2011)-e recentemente nei 20 km su strada (1h01'56") e nella mezza maratona femminile (1h05'12") con Florence Kiplagat (16 febbraio 2014), capace di migliorarsiun anno più tardi con 1h01'54" e 1h05'09", cui si è aggiunto il primato mondiale dei 15 km con 46'14".
Nel 2017 ha condotto il norvegese Sondre Nordstad Moen, atleta seguito dal dopo Olimpiade di Rio, ad un netto miglioramento del proprio limite in Maratona (da 2:12:17 a 2:05:48), tale da costituire il nuovo primato europeo, vincendo la classica maratona di Fukuoka, e risultando il primo europeo in grado di esprimersi su di un tempo inferiore a 2:06:00. 
Ha conquistato finora 45 medaglie in varie edizioni dei Campionati del mondo di atletica leggera.
Dal 1º novembre 2013, divenne responsabile del mezzofondo e maratona della Federazione Cinese, con l'obiettivo di modificare il sistema in atto in tale Paese, che non consente di ottenere risultati di livello internazionale nella specialità, per motivi sia strutturali sia burocratici (impossibilità di gareggiare all'estero a titolo individuale, cosa che non permette di avere una crescita di esperienze ed una migliore conoscenza dei livelli internazionali).  In considerazione del fatto che, nonostante le buone intenzioni della Federazione Cinese, in un biennio non fu possibile attuare cambiamenti al sistema, basato su di una eccessiva autonomia delle 32 Provincie, decise di rassegnare le dimissioni dal suo ruolo, nonostante un accordo fino al termine della stagione 2016, a fine Ottobre 2015, per avere la possibilità di tornare ad allenare in Kenya.   
Nel Paese africano ha creato un gruppo di lavoro, con tecnici locali, in grado di allenare atleti di vertice seguendo le proprie metodologie.  
Con particolare riguardo alla maratona, viene considerato un innovatore a livello di metodologia, e per questa ragione è frequentemente invitato a parlare in congressi internazionali.
Come docente della IAAF, è spesso relatore ufficiale nei Paesi emergenti, e responsabile di seminari tecnici specifici nei Paesi di lingua inglese.